# Prédios AAA
Prédios com classificação AAA da USP possuem, entre outros requisitos, acesso controlado com sistema digital, CFTV - circuito fechado de televisão, fornecimento contínuo de energia para as áreas privativas através de geradores, dupla abordagem para fornecimento de energia elétrica, capacidade para suportar até 1.000 kg/m2 nas lajes de todos os pisos e fácil acesso a múltiplos meios de transporte.